# Oumar Diaby
Oumar Diaby (* 7. února 1990, Bayonne, Francie) je francouzský fotbalový útočník, od léta 2016 hráč klubu Aviron Bayonnais FC.

## Fotbalová kariéra
Svoji fotbalovou kariéru začal v Aviron Bayonnais FC. Později hrál za: Real Sociedad B, LB Châteauroux B, Genêts Anglet, RCO Agde a MFK Košice.
V sezóně 2013/14 vyhrál s Košicemi slovenský fotbalový pohár, ve finále 1. května 2014 jeho mužstvo porazilo ŠK Slovan Bratislava 2:1, Diaby vstřelil jeden gól. Díky triumfu v poháru hrál s Košicemi ve 2. předkole Evropské ligy UEFA 2014/15 proti FC Slovan Liberec.
V létě 2015 podepsal dvouletou smlouvu s bulharským klubem Levski Sofia. V 11 ligových zápasech vstřelil 1 gól.
V únoru 2016 se z Bulharska přesunul do Skotska do týmu Hamilton Academical. Působil zde pouze do června 2016. 

V létě 2016 se vrátil do Francie do klubu Aviron Bayonnais FC.